# 小田久美子
小田 久美子（おだ くみこ、1988年10月26日 - ）は、元テレビ長崎（KTN）の契約アナウンサー。通称、おだくみ。

## 人物
1988年10月26日生まれ。長崎県長崎市出身。
2010年、活水女子大学音楽学部在学中に長崎観光親善大使「ロマン長崎」を選定するコンテストに参加し、2010年度大使に選ばれる。2011年、KTN契約社員として入社。夕方の番組「スーパーGopan」のレポーターとして活動した。長崎に生まれ育った「長崎一筋」のアナウンサーである。
2019年3月5日（くみこ）に入籍。7月28日に挙式・披露宴を行った。
2019年9月30日より産休に入り、11月6日に男児を出産。
2020年7月28日発売の週刊誌「FLASH」にて、視聴者・業界人が選ぶ地方局女子アナランキングTOP30の25位にランクイン(長崎県内1位、九州地区5位)
2020年12月25日に夕方のローカル報道情報番組『マルっと!』に出演、2021年1月14日を持ってテレビ長崎を退職することを発表し、約10年在籍していた局を退職。
その後、福岡県をメインとしてフリーアナウンサーをしており、この立場で2023年4月7日、『マルっと!』に久々の出演となり、金曜日の17時台レギュラーMCを務めることが発表された。。

## 出演

### 過去
- スーパーGopan（テレビ長崎・2011年4月〜2014年3月、リポーター）
- 土よう!!ゴパン（テレビ長崎・2011年4月9日〜2011年9月24日、リポーター）
- FNS27時間テレビ めちゃ²デジッてるッ! 笑顔になれなきゃテレビじゃないじゃ〜ん!!（フジテレビ・2011年7月23日〜24日）

同番組内のコーナー「FNS歌へた自慢」でKTN代表として出演。OHK代表の淵本恭子、UMK代表の荒尾茉紀両アナウンサーと共に、AKB48の楽曲を歌唱。また、2011年10月1日〜2日に長崎市内で行われたKTNとエフエム長崎共同主催のイベント「ラブフェス2011」では、この3名がAKB大好きアナウンサーズとして再び舞台に立った。
- わがまま!気まま!旅気分 長崎・島原半島ぐるっと♪女子２人よくばり旅（BSフジ・2018年8月25日、テレビ長崎・2018年8月31日）
- KTNスーパーニュース（気象情報担当）
- KTNニュース（随時）
- ヨジマル!（2014年4月 - 2019年9月、司会・レポーター）
- 広報番組『はっちゃKTN』
- マルっと!（2023年4月 - 木、金曜日司会）